# Alfabeto tibetano

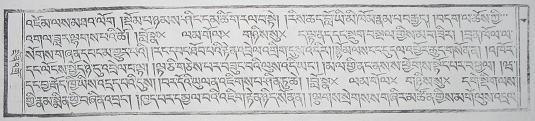
Testo tibetano

L'alfabeto tibetano è un alfabeto utilizzato per scrivere la lingua tibetana, la lingua dzongkha, la lingua ladakhi e a volte anche la lingua balti.
La scrittura è romanizzata secondo diversi sistemi. Uno dei più comuni in ambito accademico è il sistema Wylie, utilizzato anche per questo articolo.

## Storia
L'invenzione dell'alfabeto tibetano è attribuita a Thonmi Sambhota nella metà del VII secolo. Secondo la tradizione Thonmi Sambhota, un ministro di Songtsen Gampo (569-649), fu inviato in India per studiare l'arte della scrittura che introdusse in Tibet. La forma delle lettere è infatti basata su un alfabeto indiano di quel periodo, ma quale tra i vari presenti all'epoca rimane oggetto di controversie.
Ci sono tre sistemi ortografici standardizzati dopo l'invenzione della scrittura. Il più importante, utilizzato per la traslitterazione delle scritture buddhiste, fu elaborato nel corso del IX secolo. L'ortografia tibetana non fu più alterata da allora, nonostante i cambiamenti sul piano della lingua parlata. Questo ricade anche sulle traslitterazioni: ad esempio "བཀའ་བརྒྱུད"་, (il lignaggio della "Trasmissione Orale", una delle 4 principali scuole del Buddhismo tibetano), "Kagyu" (lingua parlata) si traslittera "Bka'.brgyud" (lingua scritta).

## Descrizione
L'alfabeto tibetano ha 30 consonanti. Le vocali sono a, i, u, e, o. Come in altre scritture indiane ogni consonante include una "a", mentre le altre vocali sono scritte con altri segni.
| ཀ   | ཁ    | ག   | ང   |
| ka  | kha  | ga  | nga |
| ཅ   | ཆ    | ཇ   | ཉ   |
| ca  | cha  | ja  | nya |
| ཏ   | ཐ    | ད   | ན   |
| ta  | tha  | da  | na  |
| པ   | ཕ    | བ   | མ   |
| pa  | pha  | ba  | ma  |
| ཙ   | ཚ    | ཛ   | ཝ   |
| tsa | tsha | dza | wa  |
| ཞ   | ཟ    | འ   | ཡ   |
| zha | za   | 'a  | ya  |
| ར   | ལ    | ཤ   | ས   |
| ra  | la   | sha | sa  |
| ཧ   | ཨ    |     |     |
| ha  | a    |     |     |

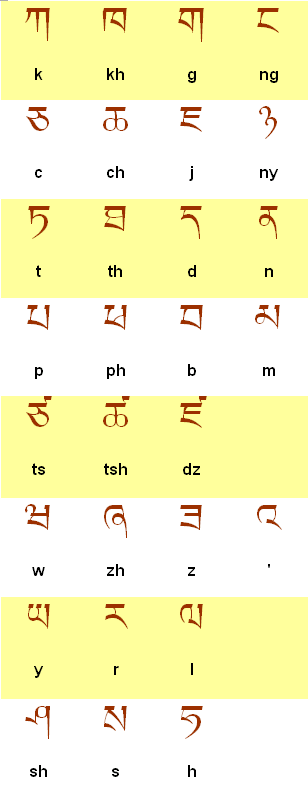
Traslitterazione Wylie delle consonanti tibetane

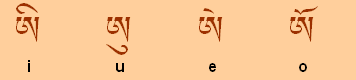
Traslitterazione Wylie delle vocali tibetane

Lettere utilizzate per le parole di origine sanscrita
| ཊ  | ཋ   | ཌ  | ཎ  | ཥ  |
| ṭa | ṭha | ḍa | ṇa | ṣa |

Vocali
| ཨི | ཨུ | ཨེ | ཨོ |
| i | u | e | o |